# Three Rings Design
Three Rings Design, Inc. — це студія-розробник онлайнових ігор, заснована 30 березня 2001 року Деніелом Джеймсом (Daniel James) та Майклом Бейном (Michael Bayne). Студія названа за Трьома перснями Ельфів із "Володаря Перснів" Толкіна. Також, імена цих перснів зустрічаються у багатьох іграх цієї студії.
З 17 листопада 2011 року, студія стає частиною Сеґи, а саме дочірньою компанією Sega Sammy Holdings.

## Game Gardens
Game Gardens (Сади Ігор) — сайт, створений Three Rings Design, який містить безкоштовні інструменти для створення Java-ігор. Запропонований сайтом набір інструментів вимагає певний рівень знань мови Java, але у той самий час автоматизує багато функцій, що пізніше будуть використані у грі. Деякі гравці використовували Game Gardens для створення нових загадок і змагань у грі Puzzle Pirates, також розробленій компанією Three Rings Design, адже механіка Game Gardens та Puzzle Pirates має багато схожих елементів, що дозволяє легко створювати новий контент для гри.
Three Rings була незалежним розробником з моменту заснування у 2001 році до 2011 року, коли її придбала японська компанія SEGA. Компанія фінансувалася засновниками, доходами від Puzzle Pirates та інших ігор, а також інвесторами, включаючи True Ventures.  Після придбання студія працювала як лейбл у складі SEGA до березня 2016 року, коли SEGA скоротила штат дослідників і розробників у Сан-Франциско.